# Rothesay Classic Birmingham 2024
Rothesay Classic 2024, tradičním názvem Birmingham Classic 2024, byl tenisový turnaj na ženském profesionálním okruhu WTA Tour, hraný v Edgbaston Priory Clubu. Čtyřicátý druhý ročník Birmingham Classic probíhal mezi 17. a 23. červnem 2024 v anglickém Birminghamu na travnatých dvorcích. Generálním partnerem se potřetí stal největší britský specialista na penzijní připojištění Rothesay.
Turnaj dotovaný 267 082 dolary patřil do kategorie WTA 250. Nejvýše nasazenou ve dvouhře se stala třináctá hráčka světa Jeļena Ostapenková z Lotyška. Jako poslední přímá účastnice do hlavní soutěže nastoupila 52. tenistka žebříčku Elisabetta Cocciarettová z Itálie, která na úvod vyřadila Ostapenkovou. V důsledku invaze Ruska na Ukrajinu na konci února 2022 řídící organizace tenisu ATP, WTA a ITF s grandslamy rozhodly, že ruští a běloruští tenisté mohli dále na okruzích startovat, ale do odvolání nikoli pod vlajkami Ruska a Běloruska.
Třetí singlový titul na okruhu WTA Tour, a první na trávě, vybojovala 29letá Kazachstánka Julia Putincevová. Ve 21. století se v Birminghamu stala pátou nenasazenou šampionkou. Čtyřhru ovládla první světová dvojice složená z Tchajwanky Sie Šu-wej a Belgičanky Elise Mertensové. Šampionky společně získaly pátý turnajový triumf.

## Rozdělení bodů a finančních odměn

### Rozdělení bodů
| Soutěž  | Soutěž      | vítězky | finalistky | semifinalistky | čtvrtfinalistky | 16 v kole | 32 v kole | Q  | Q2 | Q1 |
| ------- | ----------- | ------- | ---------- | -------------- | --------------- | --------- | --------- | -- | -- | -- |
| dvouhra | [ 2 ] [ 7 ] | 250     | 163        | 98             | 54              | 30        | 1         | 18 | 12 | 1  |
| čtyřhra | [ 8 ]       | 250     | 163        | 98             | 54              | 1         | —         | —  | —  | —  |

### Finanční odměny
| Soutěž                                | Soutěž      | vítězky  | finalistky | semifinalistky | čtvrtfinalistky | 16 v kole | 32 v kole | Q2      | Q1      |
| ------------------------------------- | ----------- | -------- | ---------- | -------------- | --------------- | --------- | --------- | ------- | ------- |
| dvouhra                               | [ 2 ] [ 7 ] | 35 250 $ | 20 830 $   | 11 610 $       | 6 608 $         | 4 040 $   | 2 890 $   | 2 140 $ | 1 380 $ |
| čtyřhra                               | [ 8 ]       | 12 820 $ | 7 210 $    | 4 140 $        | 2 470 $         | 1 900 $   | —         | —       | —       |
| částka ve čtyřhrách je uvedena na pár |             |          |            |                |                 |           |           |         |         |

## Ženská dvouhra

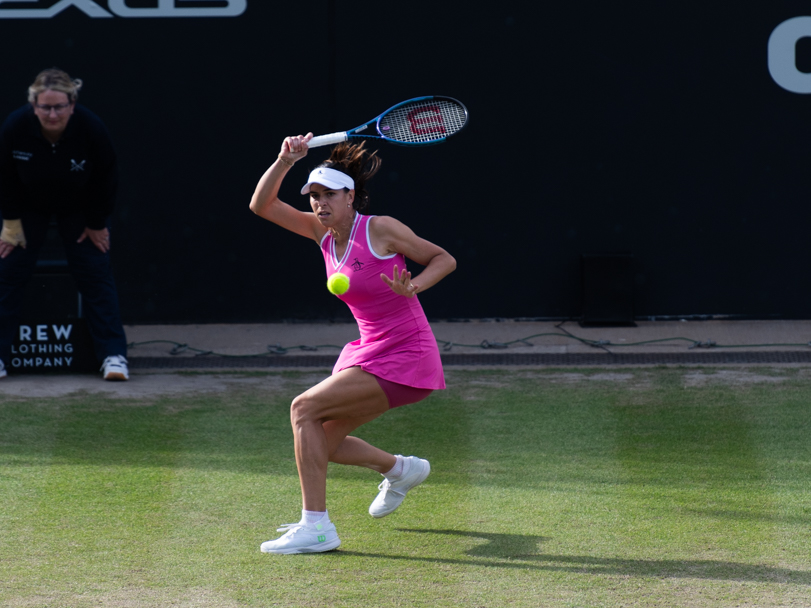
Finalistka Ajla Tomljanovićová

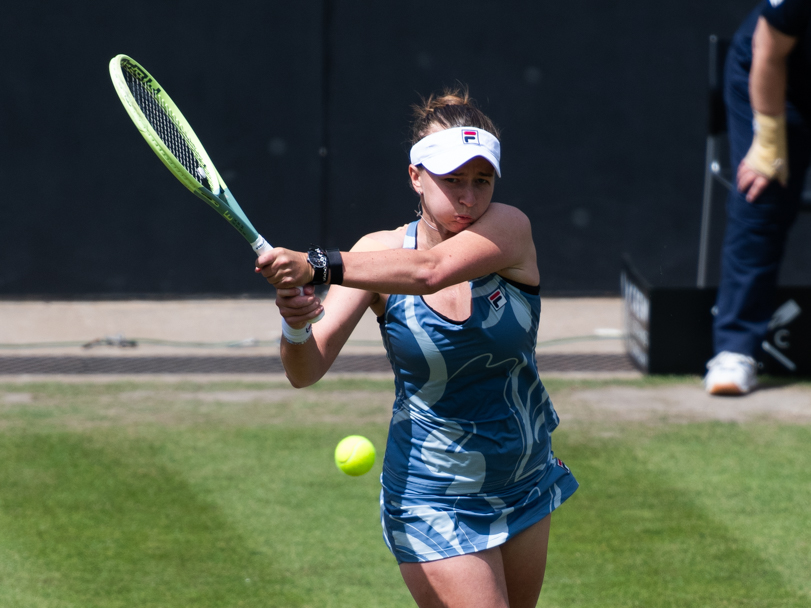
Barbora Krejčíková

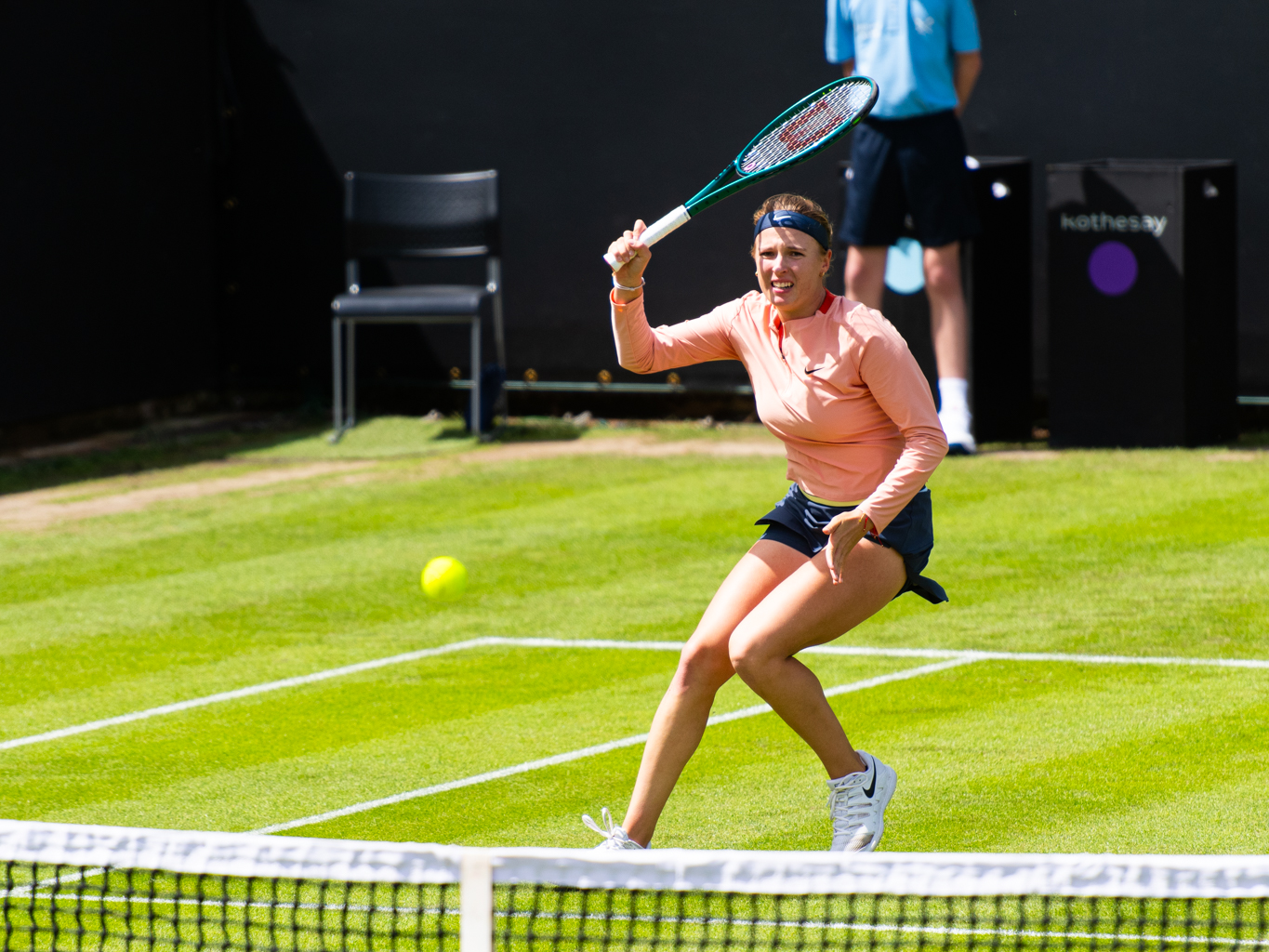
Linda Fruhvirtová

### Nasazení
| Stát                           | Hráčka                | WTA | Nasazení |
| ------------------------------ | --------------------- | --- | -------- |
| Lotyšsko                       | Jeļena Ostapenková    | 13. | 1.       |
| Česko                          | Barbora Krejčíková    | 25. | 2.       |
| Rumunsko                       | Sorana Cîrsteaová     | 29. | 3.       |
| Spojené království             | Katie Boulterová      | 30. | 4.       |
| Belgie                         | Elise Mertensová      | 32. | 5.       |
| Kanada                         | Leylah Fernandezová   | 33. | 6.       |
|                                | Anastasija Potapovová | 36. | 7.       |
| Česko                          | Marie Bouzková        | 37. | 8.       |
| Žebříček WTA k 10. červnu 2024 |                       |     |          |

### Jiné formy účasti
Následující hráčky obdržely divokou kartu do hlavní soutěže:
- Harriet Dartová
- Sloane Stephensová
- Heather Watsonová
- Caroline Wozniacká

Následující hráčka nastoupila pod žebříčkovou ochranou:
- Ajla Tomljanovićová

Následující hráčky postoupily z kvalifikace:
- Elina Avanesjanová
- Viktorija Golubicová
- Camila Osoriová
- Amelia Rajecká
- Darja Savilleová
- Mojuka Učidžimová

Následující hráčka postoupila z kvalifikace jako šťastná poražená:
- Caroline Dolehideová

### Odhlášení
před zahájením turnaje
- Mirra Andrejevová → nahradila ji  Magdalena Fręchová

## Ženská čtyřhra

### Nasazení
| Stát                                                                                    | Hráčka             | Stát        | Hráčka                | WTA | Nasazení |
| --------------------------------------------------------------------------------------- | ------------------ | ----------- | --------------------- | --- | -------- |
| Čínská Tchaj-pej                                                                        | Sie Šu-wej         | Belgie      | Elise Mertensová      | 3.  | 1.       |
| Kanada                                                                                  | Gabriela Dabrowská | Nový Zéland | Erin Routliffeová     | 10. | 2.       |
| Česko                                                                                   | Marie Bouzková     | Španělsko   | Sara Sorribes Tormová | 44. | 3.       |
| USA                                                                                     | Asia Muhammadová   | Indonésie   | Aldila Sutjiadiová    | 65. | 4.       |
| Žebříček WTA k 10. červnu 2024; číslo je součtem žebříčkového postavení obou členů páru |                    |             |                       |     |          |

### Jiné formy účasti
Následující páry obdržely divokou kartu:
- Alicia Barnettová /  Freya Christieová
- Samantha Murrayová Sharanová /  Eden Silvaová

## Přehled finále

### Ženská dvouhra
- Julia Putincevová vs.  Ajla Tomljanovićová, 6–1, 7–6(10–8)

### Ženská čtyřhra
- Sie Šu-wej /  Elise Mertensová vs.  Miju Katová /  Čang Šuaj, 6–1, 6–3